# Costume de la Schwalm
 (août 2022).

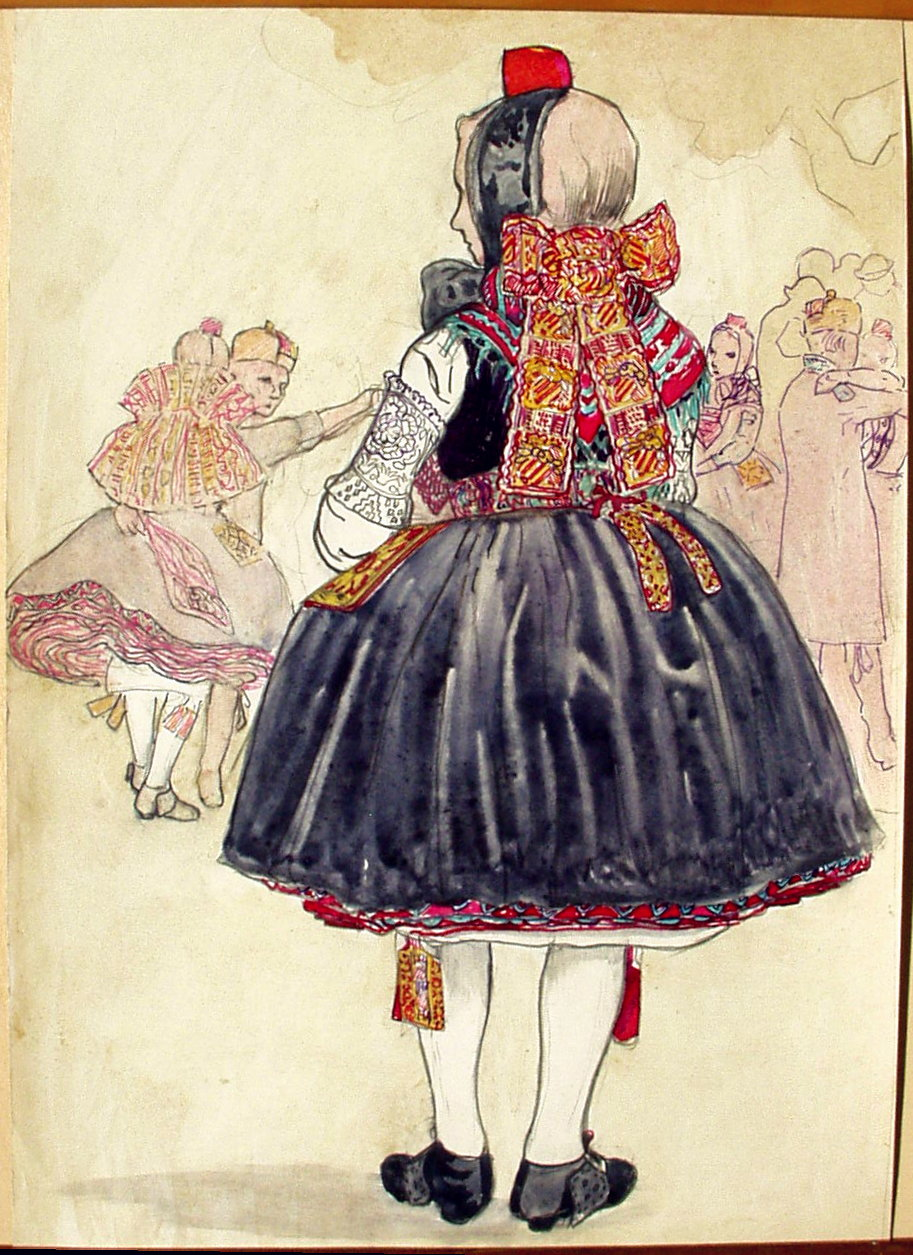
Paysanne de la Schwalm en costume de fête, Paul Scheffer (1877-1916)

Le costume de la Schwalm (Schwälmer Tracht) est un costume traditionnel du nord de la Hesse (Allemagne) dont les codes ont été fixés il y a cent cinquante ans. L'association des costumes allemands (Deutscher Trachtenverband), qui comprend deux millions de membres, l'a élu « costume de l'année 2009 ».
Il doit son nom à la région baignée par la Schwalm.

## Description

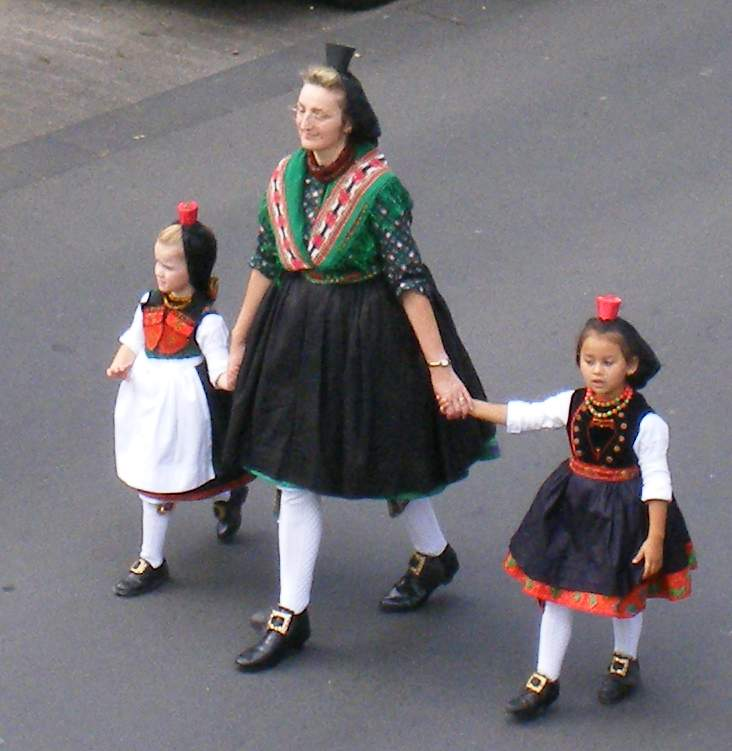
Costumes de la Schwalm de la ville de Homberg

Les hommes portent les jours de semaine une blouse bleue et une culotte aux bas sombres - blancs le dimanche et jours de fête - (Kniehosen), une jaquette noire et un tricorne (Dreimaster).
Les femmes portent une jupe courte noire richement plissée et garnie de rubans et fixée très en haut de la taille par un ruban de couleur. Plusieurs jupons superposés (jusqu'à une quinzaine !) lui donnent sa forme caractéristique. Ils sont également garnis de rubans. Les manches de chemise en dentelles sortent du corsage qui est étroitement serré.
Une petite coiffe cônique est portée au sommet de la tête. C'est le Betzel qui tient par un large ruban noir (Schnatz) noué ensuite sous le menton par un grand nœud. La chevelure est ramassée en un petit chignon dissimulé sous le Betzel. Pour les jours de communion (luthérienne), la coiffe est tenue par un ruban de tulle bleue. La fiancée porte une coiffure pailletée (on dit alors qu'elle est « coiffée » geschappelt) et un fichu (Brett) de couleur croisé sur le corsage, le pan  pointu tombant en haut du dos. Un grand nœud de brocard multicolore tombe derrière les épaules, jusqu'au milieu du dos et des rubans en haut du corsage. La coiffure de la future mariée (Lust) est ornée de verroteries et de paillettes. Ainsi plus la mise est imposante, soignée, voire luxueuse, meilleure est alors la visibilité de la situation financière de la famille de la jeune fille qui ainsi vêtue montre son appartenance aux familles de paysans les plus aisés.
L'importance des couleurs est également accentuée, surtout pour les gilets des hommes et les rubans et les ornements des femmes. Elles indiquent également la position de ceux qui les portent. Le rouge est la couleur des célibataires et le signe de la jeunesse. Après le mariage, les femmes portent des corsages verts et les hommes des gilets bleus. Après la confirmation de leur aîné, les femmes portent surtout du bleu ou du violet, et dans leur grand âge, du noir. Ses règles étaient très strictes et suivies par tout le monde. Un mantelet noir était obligatoirement porté en période de grand-deuil. Cependant dans l'ensemble, de petites différences étaient visibles d'un village à l'autre.
Les costumes de la Schwalm ont inspiré nombre de peintres au XIXe siècle et dans la première moitié du XXe siècle, comme les peintres de l'école de Willingshausen, par exemple Jakob Fürchtegott Dielmann, Carl Bantzer ou Paul Scheffer.
Ce costume est porté aujourd'hui lors d'événements folkloriques ou pour des fêtes religieuses. Il est encore porté par quelques groupes de vieilles paysannes tous les jours.
L'association des costumes allemands, qui compte deux millions de membres et dont le siège est à Munich, l'a désigné « costume de l'année 2009 », le 28 octobre 2008, lors de sa grande manifestation annuelle, insistant ainsi sur le fait que ce costume est toujours porté et qu'il constitue une tradition vivante.

## Source
- (de) Cet article est partiellement ou en totalité issu de l’article de Wikipédia en allemand intitulé « Schwälmer Tracht » (voir la liste des auteurs).